# Rodelinda regina de' Longobardi
Rodelinda, regina de' Longobardi, HWV 19, er en opera seria i tre akter af Georg Friedrich Händel. Librettoen er baseret på en libretto af Nicola Francesco Haym, der igen er baseret på en libretto af Antonio Salvi. Salvis libretto bygger på Pierre Corneilles skuespil, Pertharite, roi des Lombards.
Operaen blev uropført på King’s Theatre i London den 13. februar 1725. De samme sangere, der havde medvirket i Tamerlano, deltog. Den fik 14 opførelser i sæsonen og hører dermed til en af operakompagniets mest succesfulde forestillinger. Den blev spillet igen den følgende sæson og genoptaget i 1731. I 1735 og 1736 blev den opført på Gänsemarktoper i Hamburg, hvor recitativerne blev unget på tysk.
I det 20. århundrede fandt den første opførelse sted ved de nyoprettede Händelfestspil i Göttingen den 26. juni 1920 som den første opera af Händel.

## Karakterer
| Rolle                                             | Stemmetype  | Premierebesætning, 13. februar 1725 |
| ------------------------------------------------- | ----------- | ----------------------------------- |
| Rodelinda, dronning af Lombardiet                 | sopran      | Francesca Cuzzoni                   |
| Bertarido, afsat konge af Lombardiet              | alt kastrat | Senesino                            |
| Grimoaldo, hertug af Benevento, Bertaridos fjende | tenor       | Francesco Borosini                  |
| Eduige, Bertaridos søster, forlovet med Grimoaldo | alt         | Anna Vicenza Dotti                  |
| Unulfo, Bertaridos ven og rådgiver                | alt kastrat | Andrea Pacini                       |
| Garibaldo, hertug af Torino, Grimoaldos rådgiver  | bas         | Giuseppe Maria Boschi               |

## Handling
Operaen foregår i Lombardiet i det 7. århundrede. Her befinder dronningen Rodelinda sig som fange sammen med sin mindreårige søn, Flavio. Hendes mand, Bertarido, konge af Lombardiet og Milano er blevet angrebet og fravristet tronen af Grimoaldo, der er allieret med kongens bror og modstander, Gundeberto, der imidlertid blev dræbt under angrebet. Som belønning for at bekæmpe Bertarido blev Grimoaldo lovet dennes søster, Eduige, som brud. Eduige og Grimoaldo er også forelskede i hinanden, men hun vil dog ikke gifte sig med ham, da hun sørger over tabet af sine to brødre. Bertarido, der er flygtet, har nemlig fået udspredt rygtet om sin egen død for lettere at kunne vende tilbage i forklædning og redde sin kone og lille søn. For at legitimere sit eget krav på tronen vil Grimoaldo i stedet giftes med den formodede enkedronning, Rodalinda, der nødtvungent indvilger, da alternativet vil medføre sønnens død. Enduige er vred over Grimoaldos troløshed. Den hjemvendte Bertarido har ikke heldet med sig i sit forehavende, idet han bliver genkendt og fængslet. Med hjælp fra Enduige undslipper han dog hurtigt. Grimoaldo, der plages af samvittighedsnag over hele affæren, reddes af Bertarido, da en anden af de sammensvorne, Garibaldo, vil myrde Grimoaldo. Bertarido overgiver sig til Grimoaldo, men denne er selv klar til at overgive sig og overdrage kongeriget, dronningen og den lille prins til landets retmæssige konge, Bertarido. Enduige tilgiver også Grimoaldo og operaen får således en lykkelig udgang.
Fra operaen kendes måske især arien, "Art thou troubled", bl.a. fra en populær indspilning af den engelske, tidligt afdøde altsanger, Kathleen Ferrier fra 1946.